# Maison Sewell (Deschambault-Grondines)
Pour les articles homonymes, voir Maison Sewell.
La maison Sewell est une maison située à Deschambault-Grondines au Québec (Canada) sur le long du chemin du Roy. Cette maison rurale d'inspiration française a été construite dans le premier quart du XIXe siècle. Elle a été reconnue comme Immeuble patrimonial en 1978 et classée en 2012.

## Histoire
La maison Sewell a été construite entre 1800 et 1825. Elle a appartenu à Henry Black, seigneur de Deschambault. Elle a ensuite été vendue au révérend James Stuart, puis à son frère Charles James Stuart. Elle est achetée en 1880 par deux frères, Carl de Lindeberg Sewell et Reginald T. Sewell. La maison a été reconnue comme Immeuble patrimonial le 25 novembre 1978. Le 19 octobre 2012, elle est devenue classée par l'entrée en vigueur de la Loi sur le patrimoine culturel.